# دونالد اس. راسل
دونالد اس. راسل (به انگلیسی: Donald Stuart Russell) سناتور سابق عضو حزب دموکرات ایالات متحده آمریکا بود. وی در سال ۱۹۶۵ تا ۱۹۶۶ میلادی سناتور ایالت کارولینای جنوبی در سنای ایالات متحده آمریکا بود.